# Жарма (селище)
Жарма́ (каз. Жарма) — селище у складі Жарминського району Абайської області Казахстану. Адміністративний центр Жарминської селищної адміністрації.
Населення — 725 осіб (2021; 1020 у 2009, 1279 у 1999, 1601 у 1989).
Станом на 1989 рік селище мало статус селища міського типу.